# Fantasy Lover
Fantasy Lover è il primo libro della saga letteraria The Dark-Hunter della scrittrice statunitense Sherrilyn Kenyon. Fantasy Lover è stato inserito nella lista del 2002 dei dieci romanzi migliori secondo la Romance Writers of America.

## Trama
Julian di Macedonia, era un valoroso generale addestrato a Sparta, figlio di Afrodite e di un mortale, anch'egli generale di guerra. Ingannato dal fratellastro geloso, il dio Priapo, Julian cede alle lusinghe di una delle sue vergini, dando così al dio una scusa per punirlo. Il dio gli scaglia contro una maledizione e lo relega in una pergamena, che poi verrà trasformata in un libro. La maledizione lo costringe a vivere in quel libro al buio, dove può udire le voci di chi circonda il libro, ma non può parlare, o muoversi. L'unico modo per uscire è che venga evocato da una donna in una notte di luna piena. La maledizione però non prevede lo stesso che Julian sia libero, infatti, una volta evocato è costretto ad essere lo schiavo sessuale della sua evocatrice. L'evocazione dura all'incirca un mese e Julian è costretto a tornare nel libro la notte della luna piena seguente, attendendo poi che qualche altra donna lo liberi.
Grace Alexander è una terapista del sesso, con una vita sessuale assente. La sua migliore amica, Selena, una cartomante appassionata di storia e occulto, le regala, il giorno del suo ventinovesimo compleanno, un libro che contiene sole tre pagine scritte, una delle quali contiene l'immagine di un bellissimo uomo, chiamato Julian il Macedone, lo schiavo d'amore. Le scritte sul libro sono in greco antico, e portano Grace a pensare che il libro in realtà sia una raccolta di bozzetti di un antico pittore. Ma quando, allo scoccare della mezzanotte, spinta da Selena, evoca Julian il Macedone, comprende ben presto che la magia in cui non ha mai creduto e per la quale ha sempre preso in giro la sua amica, in realtà esiste.
È grazie all'aiuto di Grace che Julian scoprirà un modo per liberarsi dalla maledizione e riuscirà finalmente a riappacificarsi con sua madre, la dea Afrodite.